# Raudėnų apylinkės
Raudėnų apylinkės este o arie protejată (sit de importanță comunitară — SCI) din Lituania întinsă pe o suprafață de 1.322,82 ha, integral pe uscat.

## Localizare
Centrul sitului Raudėnų apylinkės este situat la coordonatele 56°03′34″N 22°47′09″E / 56.0595°N 22.7857°E.

## Înființare
Situl Raudėnų apylinkės a fost declarat sit de importanță comunitară în iulie 2022 pentru a proteja un număr necunoscut de specii din flora spontană și fauna sălbatică aflate în arealul zonei.

## Biodiversitate
Situată în ecoregiunea boreală, aria protejată conține 4 habitate naturale: Pajiști fino-scandinave uscate până la mezice, bogate în specii de altitudine mică, Taiga vestică, Păduri caducifoliate de mlaștină fino-scandinave, Păduri aluvionare cu Alnus glutinosa și Fraxinus excelsior (Alno-Padion, Alnion incanae, Salicion albae).
La baza desemnării sitului se află un număr nedeclarat de specii protejate.